# Dos Cerros
Dos Cerros är en ort i Mexiko.   Den ligger i kommunen Mixquiahuala de Juárez och delstaten Hidalgo, i den sydöstra delen av landet, 90 km norr om huvudstaden Mexico City. Dos Cerros ligger 1 991 meter över havet och antalet invånare är 164.
Terrängen runt Dos Cerros är varierad. Runt Dos Cerros är det ganska tätbefolkat, med 78 invånare per kvadratkilometer. Närmaste större samhälle är San Salvador, 14,2 km öster om Dos Cerros. Omgivningarna runt Dos Cerros är i huvudsak ett öppet busklandskap.